# Gymnangium expansum
Gymnangium expansum is een hydroïdpoliep uit de familie Aglaopheniidae. De poliep komt uit het geslacht Gymnangium. Gymnangium expansum werd in 1903 voor het eerst wetenschappelijk beschreven door Jäderholm. 